# 中国科学院大学国际学院
中国科学院大学国际学院是2013年中国科学院大学筹建的学院，履行来华留学生招生、管理和教育培养等职能。

## 历任院长
1. 第一任　2012年至今　院长：